# Wülzburger Berg
Der Wülzburger Berg (Lämmerberg) ist ein 620 m ü. NHN hoher Berg des Mittelgebirges Fränkische Alb, nach dem Laubbichel, dem Steinberg und der Auf der Ebene die vierthöchste Erhebung der Weißenburger Alb und die vierthöchste im Osten des bayerischen Landkreises Weißenburg-Gunzenhausen. Er erhebt sich in der Gemarkung der Stadt Weißenburg. Auf dem Berg liegt die Festung Wülzburg.

## Geographie

### Lage
Der Wülzburger Berg liegt im Nordwestteil des Naturparks Altmühltal in der Weißenburger Alb, einem westlichen Teil der südlichen Frankenalb. Er erhebt sich über die Täler von Schwäbischer Rezat im Westen, die unterhalb des Berges durch Weißenburg fließt, und dem Felchbach-Zufluss Bösbach (Rohrbach, Kingenbach) im Norden. 
Nordöstlich des an seinen Flanken teils bewaldeten Bergs liegt das Dorf Kehl, südlich Schleifer am Berg, westlich Glaserhaus, Häuser am Wülzburger Berg und Birkhof und nordöstlich der Ort Kehl; sie alle gehören zu Weißenburg.
Ostnordöstlicher Nachbarberg ist der Laubbichel (635,7 m) mit dem Flugplatz Weißenburg-Wülzburg.

### Naturräumliche Zuordnung
Der Wülzburger Berg gehört in der naturräumlichen Haupteinheitengruppe Fränkische Alb (Nr. 08), in der Haupteinheit Südliche Frankenalb (082) und in der Untereinheit Altmühlalb (082.2) zum Naturraum Weißenburger Alb (082.26). Seine Landschaft fällt nach Norden und Nordwesten in der Haupteinheitengruppe Fränkischen Keuper-Lias-Land (11), in der Haupteinheit Vorland der Südlichen Frankenalb (110) und in der Untereinheit Weißenburger Bucht (110.3) in den Naturraum Vorland der Weißenburger Alb (110.32) ab.

## Wülzburg
Auf dem Wülzburger Berg steht die Festung Wülzburg. Sie war ursprünglich ein Benediktinerkloster, das 1588 in eine Festung umgewandelt wurde. Heute sind die Burg sowie die südlich der Festung stehenden Häuser am Wülzburger Berg, einem Gemeindeteil von Weißenburg. Die Plattform der Nordost-Bastion (Roßmühle genannt) befindet sich auf 643,8 m ü. NHN.

## Schutzgebiete
Der Wülzburger Berg liegt mit Ausnahme der Region der Wülzburg größtenteils im Landschaftsschutzgebiet Schutzzone im Naturpark Altmühltal (CDDA-Nr. 396115; 1965; 1632,96 km²). Auf dem Berg befindet sich im Bereich der Wülzburg ein Teil des Fauna-Flora-Habitat-Gebiets Fledermauswinterquartiere in der Südlichen Frankenalb (FFH-Nr. 6932-371; 7 ha).

## Verkehr und Wandern
Südlich des Wülzburger Berges zweigt von der von Weißenburg zum Gemeindeteil Rothenstein führenden Bundesstraße 13 die ostwärts nach Oberhochstatt verlaufende Staatsstraße 2228 ab, von der man nach Nordwesten abbiegend auf einem nach Kehl führenden Fahrweg zum Berg mit der Wülzburg gelangen kann. Dabei passiert man den auf den Hochlagen des Laubbichels gelegenen Flugplatz Weißenburg-Wülzburg. Um den Berg herum führt der Main-Donau-Weg und vorbei am Berg der Frankenweg.